# Francheville (Marne)
Francheville es una comuna francesa situada en el departamento de Marne, en la región de Gran Este.

## Demografía
| 145 | 157 | 130 | 152 | 156 | 169 | 202 |
| Para los censos de 1962 a 1999 la población legal corresponde a la población sin duplicidades (Fuente: INSEE [Consultar]) |     |     |     |     |     |     |